# تور (وسیله)

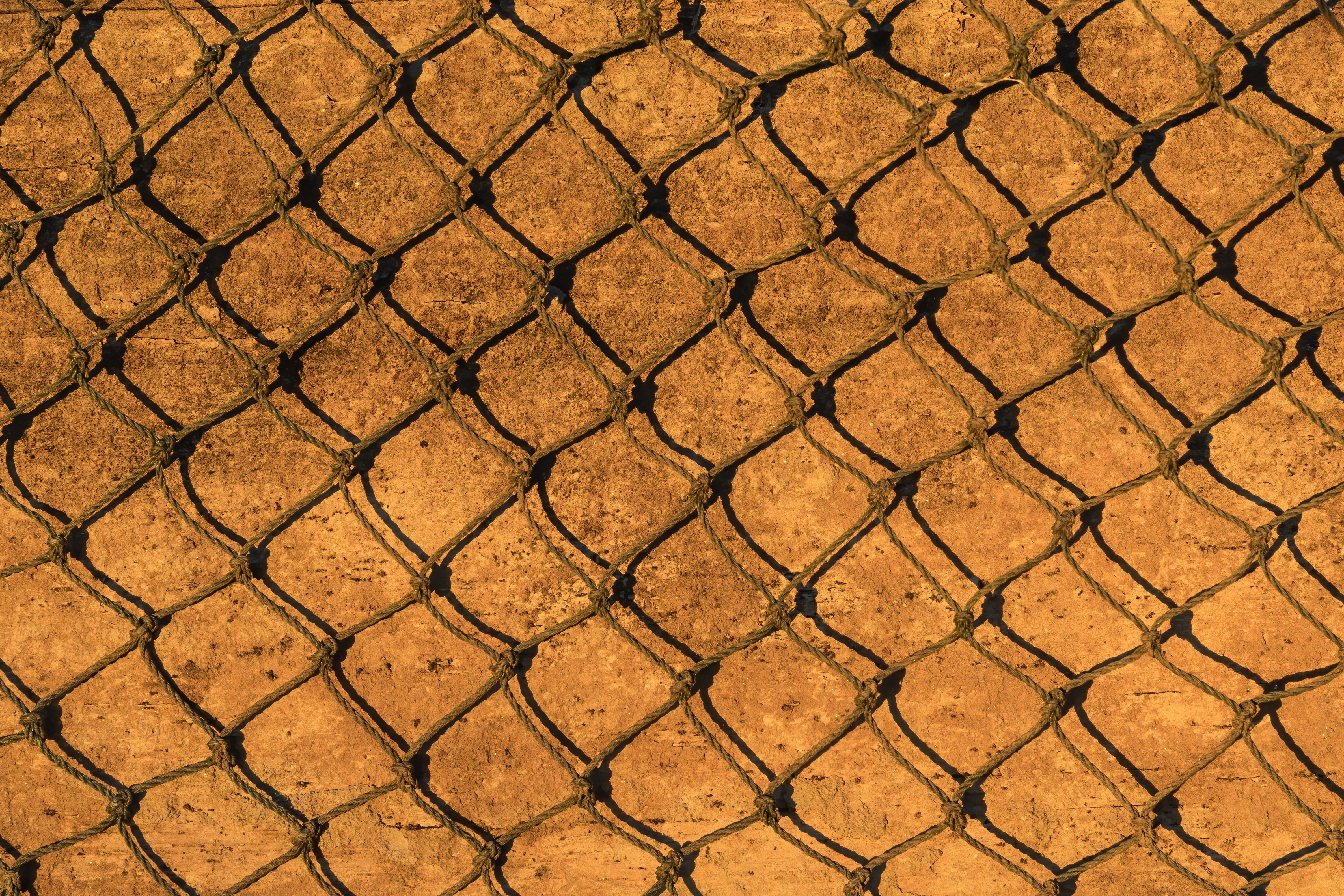
نمایی از یک تور ماهی‌گیری در لائوس - ۲۰۲۱

تور (به انگلیسی: Net) نام یک ابزار یا وسیله شامل الیاف بافته شده در یک ساختار و شبکه می‌باشد
نمونه‌هایی از این وسیله استفاده شده در تورهای ماهیگیری، تورهای پروانه‌ای، تورهای کریکت، تور پرندگان یا تورهای مورد استفاده در ورزش‌هایی مانند مانند فوتبال، بسکتبال، باسبال و هاکی روی یخ والیبال، تنیس، بدمینتون و تنیس روی میز مورد استفاده قرار می‌گیرد.